# Цајгарникова ефекат
Назван по литванско-совјетској психолошкињи Блуми Цајгарник, у психологији се Цајгарникова ефекат јавља када се активност која је прекинута може лакше присетити. Он претпоставља да људи боље памте недовршене или прекинуте задатке него завршене задатке. У гешталт психологији, Цајгарникова ефекат је коришћен да демонстрира опште присуство гешталт феномена: не само да се појављују као перцептивни ефекти, већ су присутни и у спознаји.
Цајгарникова ефекат не треба мешати са Овсјанкина ефектом. Марија Овсјанкина, колегиница од Цајгарникове, истражила је ефекат прекида задатка на тенденцију да се задатак настави у следећој прилици.

## Преглед
Руски психолог Блума Цајгарникова је први пут проучавала овај феномен након што је њен професор, гешталт психолог Курт Левин, приметио да се конобар боље сећа неплаћених поруџбина. Међутим, након извршења задатка – након што су сви платили – није могао да се сети више детаља. Цајгарникова је затим осмислила серију експеримената како би открила процесе који леже у основи овог феномена. Њен истраживачки извештај објављен је 1927. године у часопису Psychologische Forschung.
Предност сећања се може објаснити увидом у Левинову теорију поља: задатак који је већ започет успоставља напетост специфичну за задатак, што побољшава когнитивну доступност релевантних садржаја. Напетост се ослобађа по завршетку задатка, али траје ако је прекинута. Кроз сталну напетост, садржај постаје лакше доступан и лако се памти.
Цајгарникова ефекат сугерише да ће студенти који обуставе своје учење ради обављања неповезаних активности (као што је учење другог предмета или играње игрице) боље памтити материјал од ученика који заврше наставу без паузе (McKinney 1935; Zeigarnik 1927).

## Учвршћено правило
Спортски писац Мет Мур је сугерисао да би ефекат могао да објасни широко распрострањену критику Националне кошаркашке асоцијације која дозвољава слободна бацања за играча који „шутира сваки пут када им се момак приближи“. Са сваким фаулом долази до прекида игре. Када се то више пута ради, осећа се да се ствара когнитивна предрасуда према овом потезу. Критике су захтевале промену правила којима се кажњава ова активност, познато као Харден правило, названо по његовом најистакнутијем кориснику, Џејмсу Хардену.